# South Delhi
South Delhi war von 2012 bis 2022 eine der fünf kommunalen Verwaltungseinheiten der indischen Megastadt Delhi (National Capital Territory of Delhi, kurz NCT). Sie umfasste mit rund 657 km² mehr als ein Drittel des NCT, ihre Einwohnerzahl wurde 2019 auf etwa 5,6 Millionen geschätzt. Die Verwaltungsbehörde hieß South Delhi Municipal Corporation.

## Geographie

South Delhi innerhalb des NCT

South Delhi nahm grob die Südhälfte des eine einzige große Agglomeration bildenden NCT auf der orographisch rechten, westlichen Seite des Yamuna ein. Es erstreckte sich dabei nicht nur über den gleichnamigen Distrikt South Delhi, sondern auch über South West Delhi, South East Delhi und Teile der Distrikte New Delhi, West Delhi und Central Delhi.
Südlich jenseits der Grenze zum Bundesstaat Haryana geht die Agglomeration nahtlos in die Satellitenstädte Gurugram und Faridabad über. Östlich – dem Yamuna entlang – grenzte South Delhi an die Stadt Noida im Bundesstaat Uttar Pradesh.

## Geschichte und Verwaltung
South Delhi wurde im Jahr 2012 gegründet, als die damalige Municipal Corporation of Delhi, die das gesamte Hauptstadtterritorium mit der Ausnahme der relativ kleinen Gebiete von New Delhi und Delhi Cantonment verwaltet hatte, in drei neue kommunale Verwaltungseinheiten aufgesplittet wurde: South Delhi, North Delhi und East Delhi.
South Delhi hatte einen Bürgermeister, der vom Stadtrat (council) gewählt wurde. Die direkt gewählten 104 Mitglieder des Stadtrats vertraten jeweils ein Stadtviertel (ward).
2022 wurde South Delhi wieder mit North Delhi und East Delhi zur neuen Municipal Corporation of Delhi fusioniert.

## Sehenswürdigkeiten
Im ehemaligen Gemeindegebiet von South Delhi befindet sich der Großteil der alten Stadtgründungen Delhis aus der Sultanats- und Mogulzeit. Am bekanntesten ist der von der UNESCO als Weltkulturerbe eingestufte Qutb-Komplex im Stadtteil Mehrauli, zu dem unter anderem der Qutb Minar, die Quwwat-ul-Islam-Moschee, die Eiserne Säule und das Alai Darwaza gehören. Ebenso befinden sich hier die Überreste von fünf weiteren Gründungen der klassischen Sieben-Städte-Liste, nämlich Siri, Tughlaqabad, Jahanpanah, Ferozabad und Dinpanah bzw. Shergarh. Zu den zahlreichen historischen Monumenten innerhalb der alten Stadtanlagen oder in den Zwischenräumen zählen unter anderem die Begumpur-Moschee, die Khirki-Moschee und der Chor Minar. Das um 1571 vollendete Humayun-Mausoleum des Mogulkaisers Humayun ist das zweite UNESCO-Weltkulturerbe South Delhis. In hoher Dichte sind Baudenkmäler im weitläufigen Mehrauli Archaeological Park anzutreffen, in dem sich unter anderem der Gandhak Ki Baoli befindet.
Von besonderer religiöser Bedeutung ist der Stadtteil Nizamuddin. Die engen Straßen gruppieren sich um einen der wichtigsten Schreine des Sufismus, dessen marmorner Innenhof den Hazrat Nizamuddin Dargah birgt, die Grabstätte des moslemischen Chishti-Heiligen Scheich Nizamuddin Aulia (1236–1325). Der Raj Ghat ist eine Gedenkstätte am Westufer des Yamuna im äußersten Nordosten von South Delhi, die 1951 zur Erinnerung an Mohandas Karamchand Gandhi (1869–1948) an der Stelle errichtet wurde, an der Gandhis Leichnam am 31. Januar 1948 eingeäschert worden war. Der Chhatarpur Mandir galt nach seiner Erbauung in den 1970er Jahren einige Zeit lang als größter hinduistischer Tempelkomplex der Welt. Als relativ junge Landmarke erhebt sich in South Delhi auch der 1986 fertiggestellte Lotustempel, einer der acht Kontinentaltempel der kleinen Bahai-Gemeinschaft. 

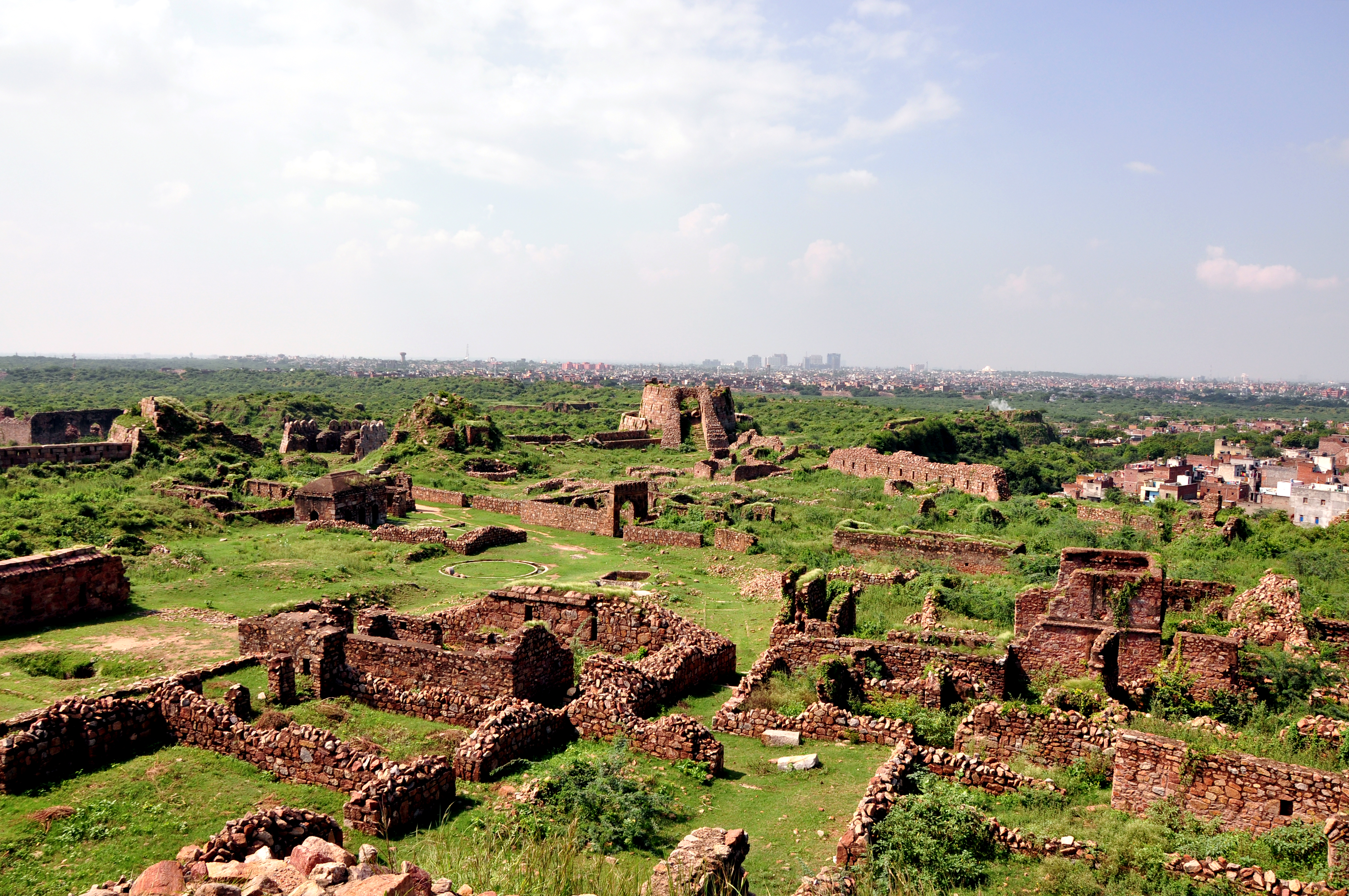
Tughlaqabad
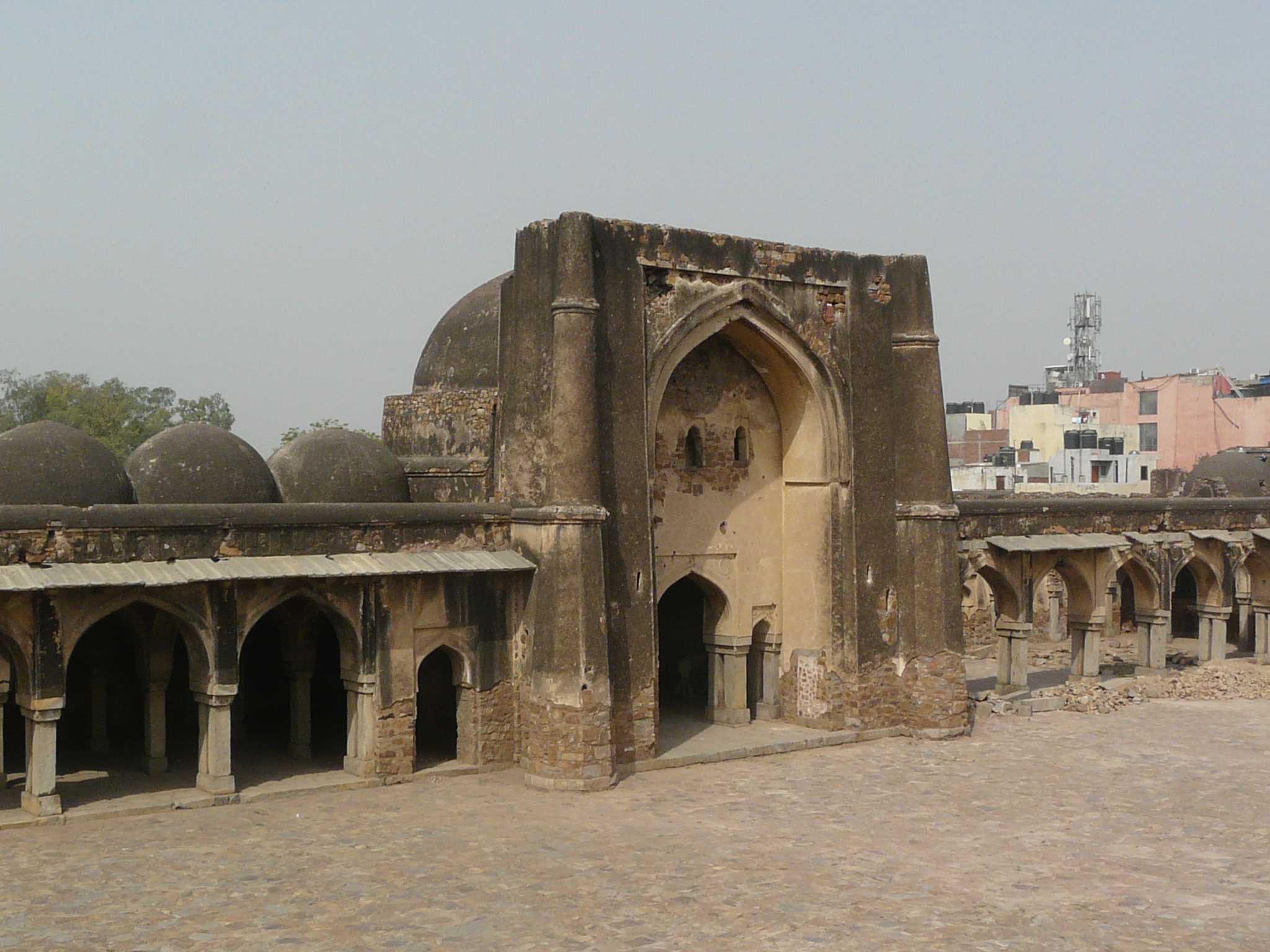
Begumpur-Moschee
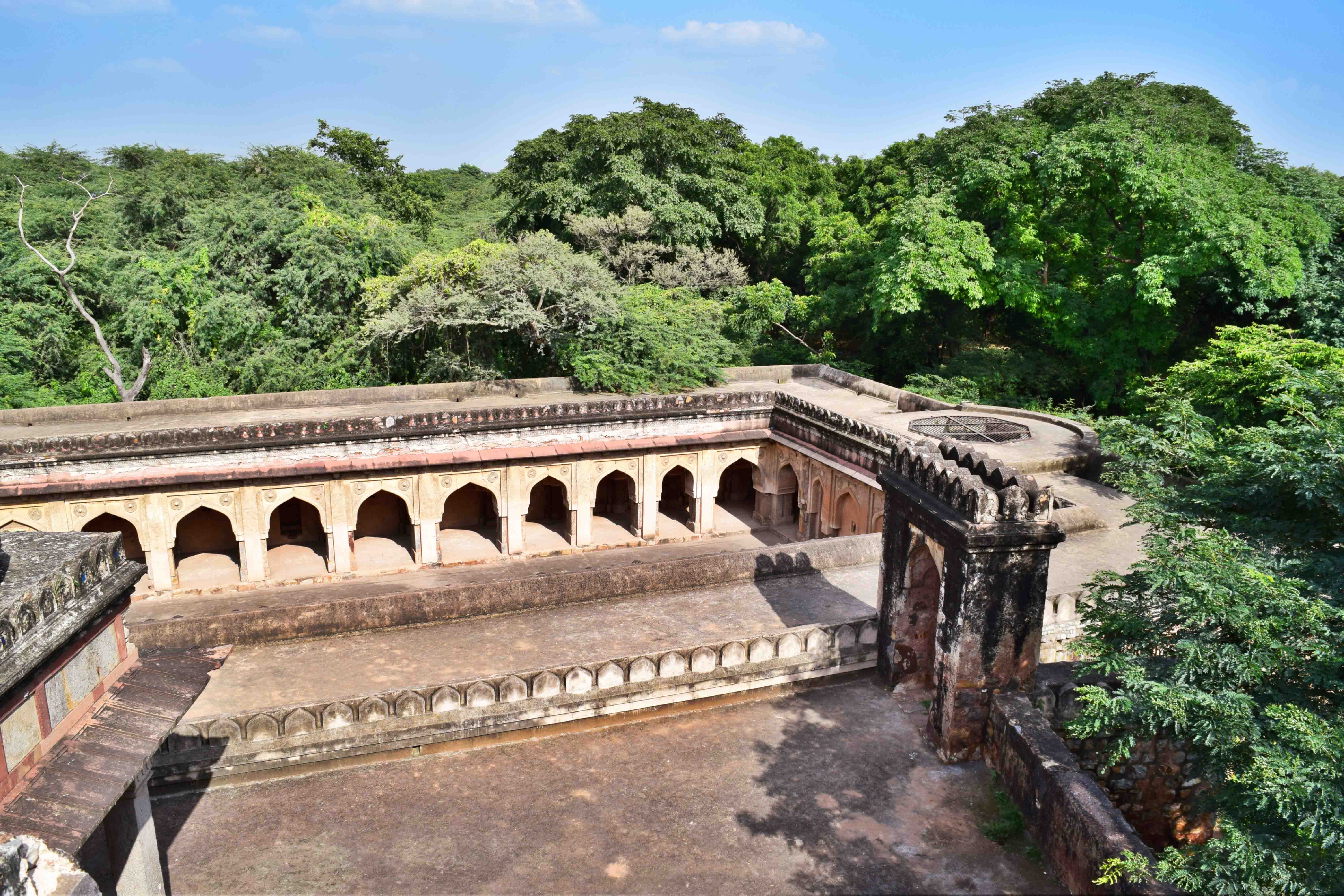
Mehrauli Archaeological Park
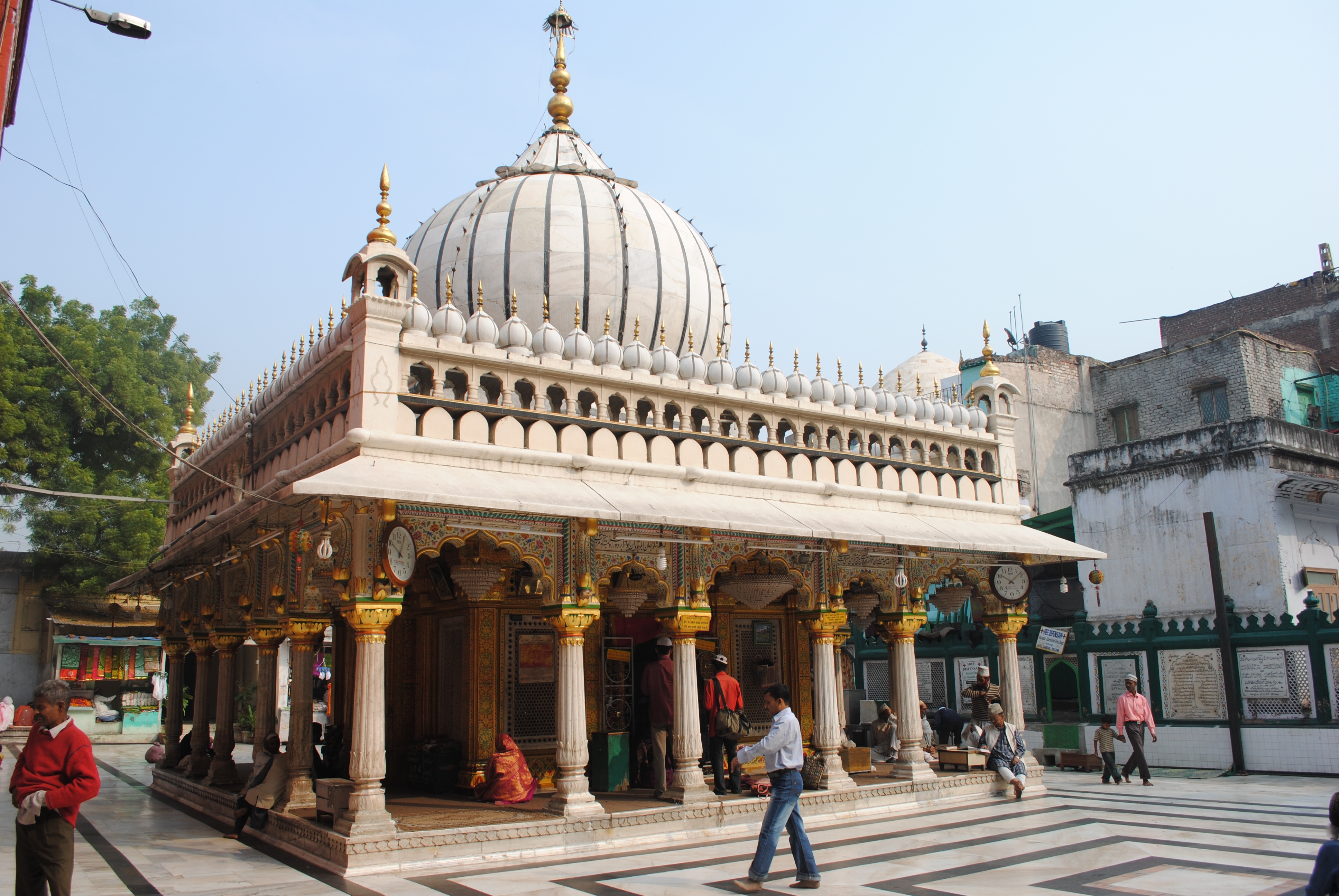
Nizamuddin Dargah